# Euglossa ignita
Euglossa ignita är en biart som beskrevs av Smith 1874. Euglossa ignita ingår i släktet Euglossa, tribus orkidébin, och familjen långtungebin. Inga underarter finns listade.

## Utseende
Ett medelstort bi med metalliskt grönaktig kropp och elfenbensvita teckningar i ansiktet..

## Ekologi
Arten har konstaterats pollinera följande orkidéer: Catasetum saccatum, Cycnoches egertonianum, Coryanthes trifoliata, Peristeria pendula, Stanhopea grandiflora och Notylia buchtenii (den sistnämnda har ingen nektar utan pollineras endast av hanar). Dessutom har arten iakttagits hämta nektar från Coryanthes leucocorys.

### Fortplantning
Euglossa ignita har en primitiv social struktur: Boet innehåller flera honor, som föder upp sina ungar tillsammans. Cellerna i boet är samlade i en klump som hos humlor. Någon egentlig eusocialitet med en infertil arbetarkast förekommer dock inte.

## Utbredning
Arten förekommer i Central- och Sydamerika från Guatemala till norra Sydamerika i höjd med södra Brasilien (delstaten Espírito Santo).